# 아르테크
아르텍은 핀란드의 가구 회사이다. 이 회사는 1935년 12월 건축가 알바르 알토와 그의 아내 아이노 알토, 시각 예술 홍보가 마이레 굴릭센과 미술사학자 닐스-구스타프 할에 의해 설립되었다. 설립자들은 핀란드어가 아닌 이름을 선택했다. 신조어 아르텍은 예술과 기술을 결합하려는 열망을 나타내기 위함이었다. 이는 국제주의 양식 운동, 특히 바우하우스의 주요 사상을 반영한 것으로, 역사에 기반을 두거나 절충주의적이거나 경박한 장식 대신 생산의 기술적 전문성과 재료의 품질을 강조했다.
이 사업의 원래 목표는 알바르 알토와 아이노 알토의 가구 및 유리 제품을 홍보하고 그들의 건물을 위한 가구를 생산하는 것이었다. 1935년 이전에 알토 부부의 디자인은 투르쿠의 후오네칼루-야 라켄누스티오테흐다스 Oy에서 제조되었다. 그 회사는 후오네칼루테흐다스 코르호넨 Oy로 이름이 바뀌고 리토이넨으로 이전했지만, 현재 두 회사 모두 비트라가 소유하고 있다. 아르텍은 벤 아프 슐텐과 같은 자체 디자이너를 두고 있다. 원래 이 스튜디오는 알토의 건축 사무소를 그의 건물 내부 디자인을 돕기 위해 표면적으로 설립되었다. 1976년 알토가 사망한 이후 이 회사는 유하 레이비스카, 일마리 타피오바라, 에로 아르니오와 같은 다른 핀란드 디자이너들의 디자인 제품을 판매했다. 비트라와 제휴한 부룰렉 형제와 같은 다른 비핀란드 디자이너들도 그들의 디자인이 아르텍 포트폴리오에 적합하다고 판단되면 아르텍과 협력한다. 아르텍은 현재 헬싱키에 본점과 2차 순환 전시장, 그리고 도쿄에 매장을 포함하여 세 개의 매장을 운영하고 있다.

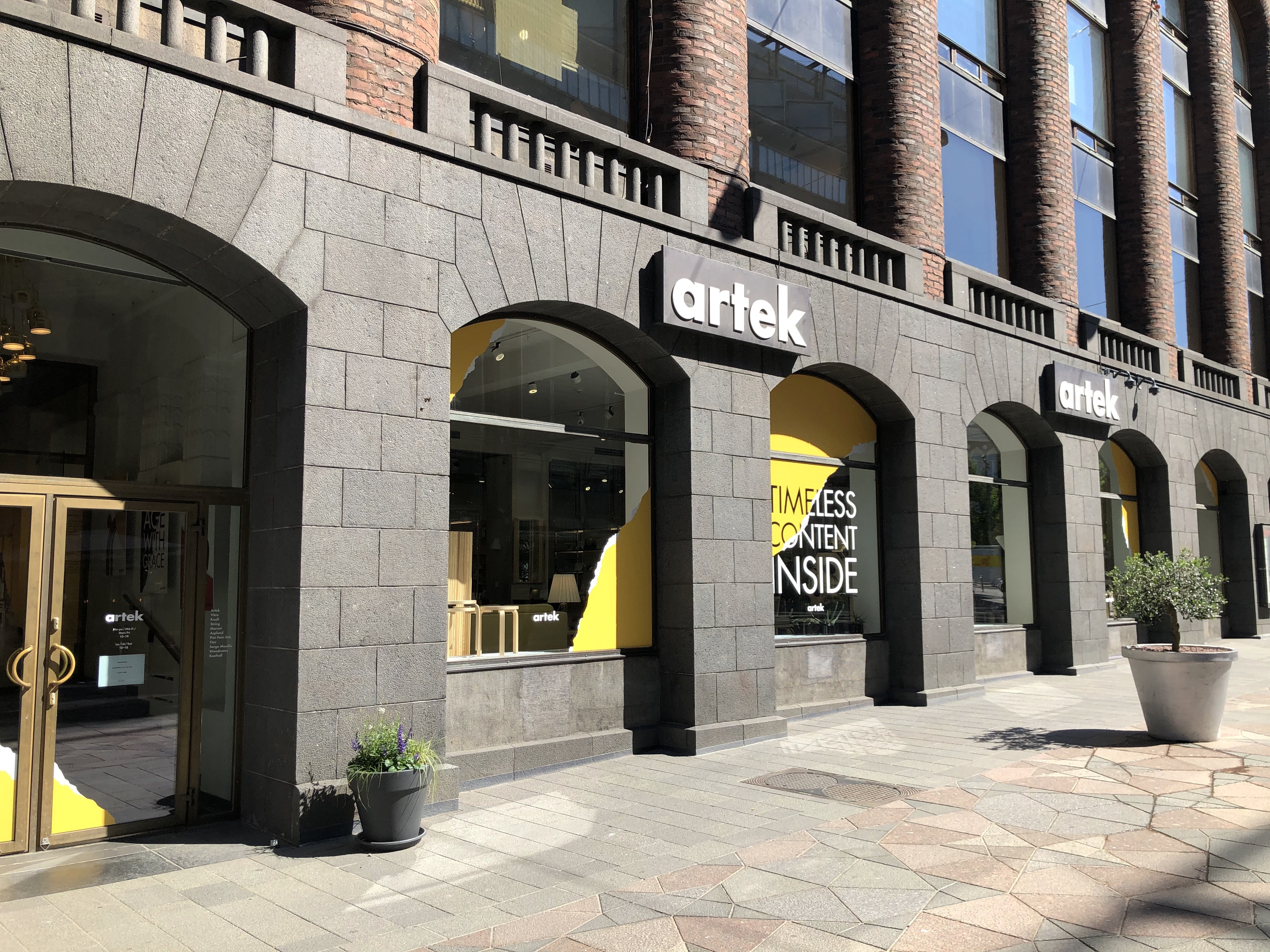
헬싱키에 있는 아르텍 본점

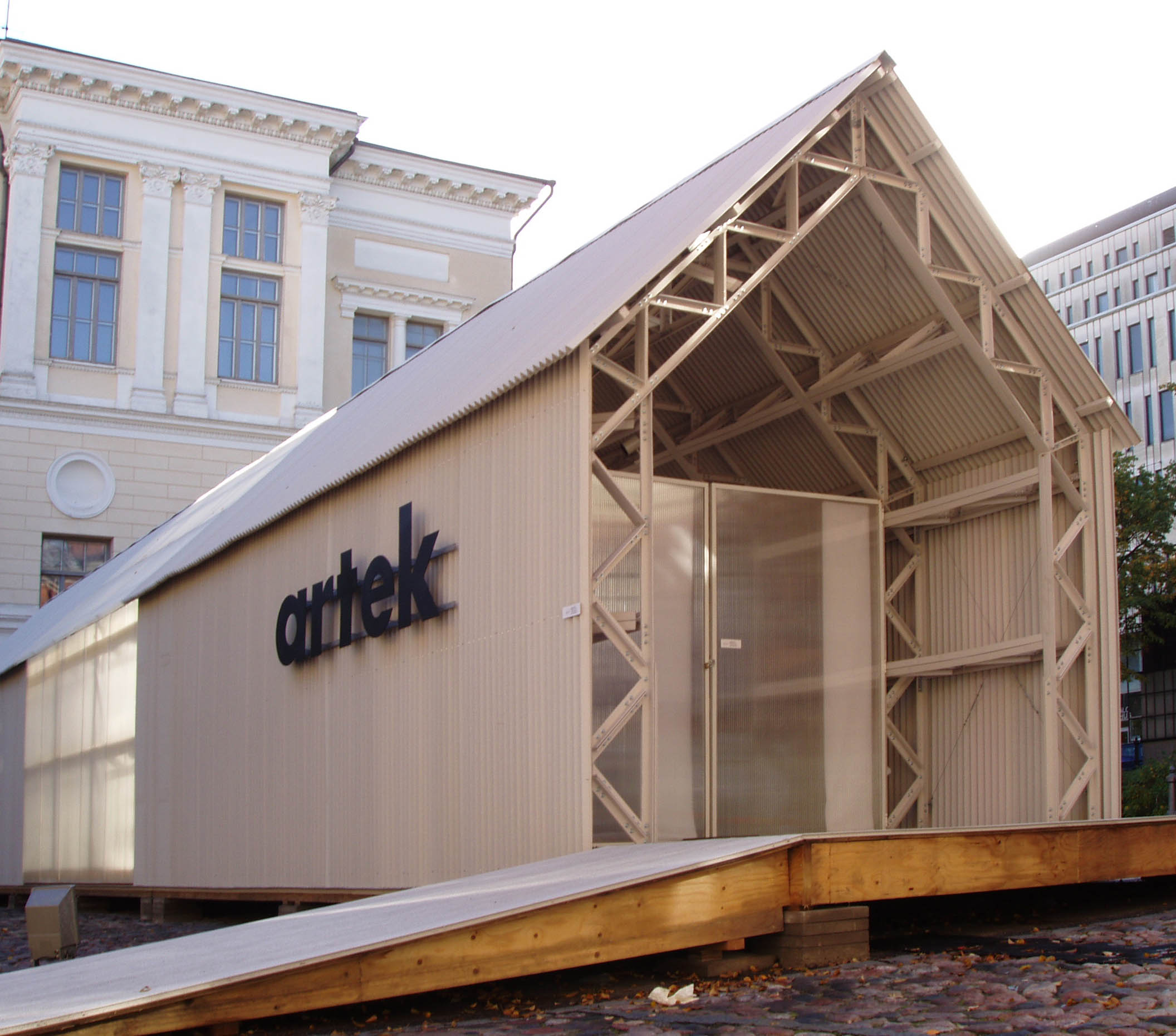
반 시게루, 아르텍 파빌리온, 2007년

## 대표 가구

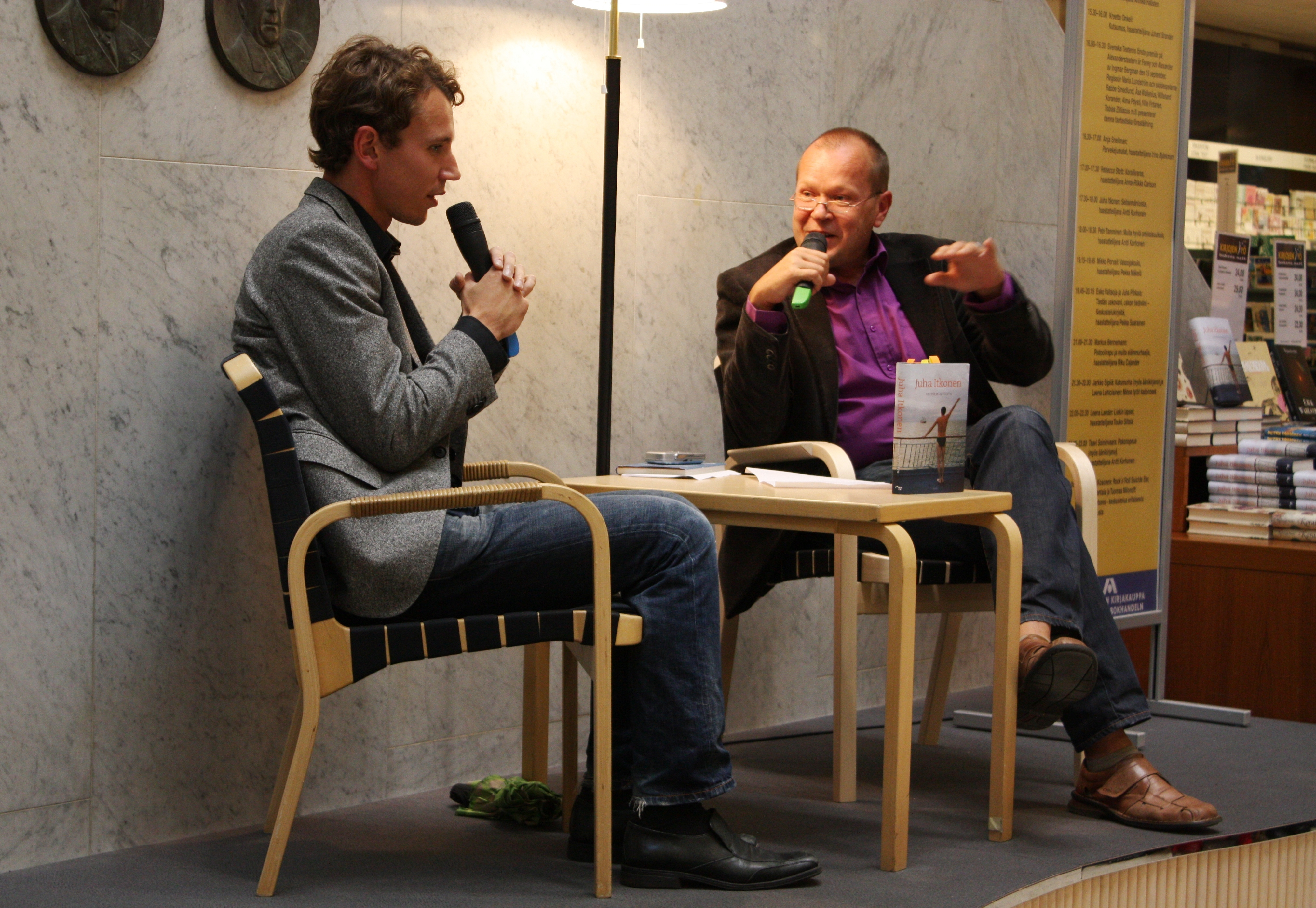
알토가 디자인한 학술 서점의 아르텍 의자와 테이블

### 파이미오 의자
경력 초기부터 알바르 알토는 재료, 특히 목재를 실험했으며, 가구 디자인과 건물 내부의 음향 스크린에 적용된 목재 벤딩에 대한 특허까지 신청했다. 알토 부부는 파이미오 결핵 요양소(1929–33)를 위해 여러 가지 유형의 가구와 램프를 디자인했다. 가장 잘 알려진 가구 중 하나는 캔틸레버식 자작나무 파이미오 의자로, 결핵 환자들이 매일 오랜 시간 앉아 있을 수 있도록 특별히 고안되었다. 알토는 의자 등받이의 각도가 환자가 가장 쉽게 숨을 쉴 수 있는 완벽한 각도라고 주장했다. 의자의 디자인은 마르셀 브로이어의 금속 바실리 의자의 영향을 받았을 수 있지만, 알토는 일반적으로 금속 가구에 대해 부정적이었다. 목재 벤딩 정도는 당시의 기술적 한계를 시험했다. 이 의자는 뉴욕 근대미술관과 핀란드 디자인 박물관의 영구 소장품 중 하나이다.

### 3각 스툴 60
1932~1933년경에 디자인된 모델 No. 60 스툴은 알바르 알토의 기본적인 기능적, 실용적 형태에 대한 관심을 보여주었다. 이 스툴은 구부러진 합판 자작나무로 제작되었으며, 원래는 모두 천연(평범한) 또는 구부러진 자작나무로 제공되었고, 또는 천연(평범한) 다리에 검정, 빨강, 파랑 좌석이 있는 형태로 제공되었다. 이 스툴은 아르텍의 가장 인기 있는 품목 중 하나로 남아 있다.

### 3각 스툴 X600
X600은 60에서 진화했다. 수공으로 제작된 다리는 좌석에 부착된 부분이 부채 모양으로 펼쳐져 아르텍 가구의 구부러진 나무 특성과 알바르 알토 건축 전반에 걸쳐 나타나는 부채 모티프를 동시에 보여준다. X600은 더 이상 생산되지 않는다.

### 피르카 스툴
피르카 스툴은 1955년 핀란드 디자이너 일마리 타피오바라가 디자인했다. 원래는 사우나를 사용한 후 사용자들이 쉬도록 고안되었으며, 소나무와 자작나무 구조로 인해 습기에 강하고, 갈라진 좌석 디자인은 통풍을 가능하게 한다. 특히 소나무 좌석은 인체 공학을 위해 오목하게 구부러져 있지만, 알바르 알토의 디자인과는 다른 방식으로 구부러졌다. 이 스툴은 현재도 생산 중이다.

## 아르텍 파빌리온
2007년, 일본 건축가 반 시게루는 핀란드 제지 회사 UPM이 제공한 재활용 폐기물로 만든 아르텍 전시 파빌리온을 설계했다. 이 파빌리온은 2007년 밀라노 트리엔날레에서 처음 사용되었으며, 이후 헬싱키 디자인 박물관 외부에 일시적으로 사용되었다.

## 아르텍 2차 순환
아르텍은 2006년에 시작된 2차 순환 프로그램을 위해 헬싱키에 세 번째 매장을 운영한다. 이 프로그램은 중고 아르텍 및 후오네칼루테흐다스 코르호넨 Oy 가구를 수집하여 재판매한다. 종종 희귀하고 단종된 품목이 제공되며, 필요에 따라 수리 및 재정비 작업이 이루어지지만 사소한 마모나 외관상의 흠집은 2차 순환 제품의 매력 중 일부이다.